# Noblesville (Indiana)
Noblesville település az Amerikai Egyesült Államok Indiana államában, Hamilton megyében, melynek megyeszékhelye is. Lakosainak száma 69 604 fő (2020. április 1.).

## Népesség
A település népességének változása:
| Lakosok száma | 51 969 | 64 668 | 69 604 |
|               | 2010   | 2019   | 2020   |